# Portretul lui Nicolae Bălcescu (pictură de Gheorghe Tattarescu)
Acest articol dezvoltă secțiunea Opera a articolului principal Gheorghe Tattarescu.
 Portretul lui Nicolae Bălcescu , este o pictură realizată de artistul român Gheorghe Tattarescu în anul 1851. Artistul a făcut trei variante aproape identice, ele deosebindu-se în principal datorită diferențelor de dimensiuni dintre ele. Pe cel mai mic l-a donat familiei lui Nicolae Bălcescu, el fiind păstrat de urmașii marelui revoluționar la conacul din Bălcești. Astăzi, portretul cel mic este expus la Muzeul Gheorghe Tattarescu din București. Al doilea tablou a fost trimis la Moscova cu Tezaurul României în anul 1916, de unde s-a reîntors ulterior în țară. Tabloul cel mai mare, care se află astăzi la Muzeul Național de Artă al României, a fost păstrat de Gheorghe Tattarescu în casa sa timp de patruzeci de ani. În anul 1892, pictorul a donat portretul Academiei Române din București. 
Portretul lui Nicola Bălcescu a mai fost realizat și de mulți alți pictori și sculptori români. Picturile cele mai reprezentative sunt cele făcute de Gheorghe Tattarescu, cele mai cunoscute, de Ion Negulici, aflat la Muzeul Național de Artă al României și de Constantin Daniel Rosenthal, expus astăzi la Muzeul de Artă din Brașov.
| \| \| Articole despre Gheorghe Tattarescu \| |                                     |                       |
|                                              |                                     |                       |
| Capodopere                                   | Memorialistică                      | Cronologie            |
|                                              |                                     |                       |
| Muzeul Tattarescu                            | Activitatea didactică               | Activitatea didactică |
|                                              |                                     |                       |
| Copilărie și studii                          | Pictură religioasă                  | Maturitate            |
| Modifică text                                |                                     |                       |
|                                              | Articole despre Gheorghe Tattarescu |                       |

|  | Articole despre Gheorghe Tattarescu |

## Nicolae Bălcescu și artele plastice
Nicolae Bălcescu a fost un istoric, scriitor și revoluționar român. Alături de fratele său mai mic, Barbu Bălcescu, a participat la Revoluția din 1848. Prin capodopera sa Românii supt Mihai Voievod Viteazul, Bălcescu l-a impus în canonul național pe voievodul Mihai Viteazul. El a adunat în jurul lui pe toți aceia care în a patrulea deceniu al secolului al XIX-lea au militat pentru progres și înnoire socială. În rândurile acestora s-au aflat și primii pictori români ce au creat opere care au definit momentul de start al artelor plastice din România. Din cercetările istorice care s-au efectuat de-a lungul timpului au reieșit legăturile strânse pe care Bălcescu le-a avut cu aceștia, dar și activitatea de cercetător al trecutului care a avut în final o influență în realizarea unor lucrări cu tentă patriotică, așa cum au făcut-o Gheorghe Tattarescu și Theodor Aman. Astfel, a rămas de notorietate grupul celor trei pictori pașoptiști Ion Negulici, Barbu Iscovescu și Constantin Daniel Rosenthal, cei care s-au identificat cel mai mult cu cauzele revoluției române. Aceștia l-au cunoscut pe Nicolae Bălcescu încă din perioada prerevoluționară, în cadrul asociaților culturale care au apărut în acea epocă.

### Influențe - Cei trei pictori de la 1848
Se știe că Ion Negulici a participat cu regularitate din anul 1843 la ședințele Societății Literare, alături de Dimitrie Bolintineanu, Cezar Bolliac și alți progresiști ai timpului. Constantin Rosenthal, care a venit în Țara Românească în anul 1842, și Barbu Iscovescu au luat la rândul lor legătura cu cercul revoluționar condus de Bălcescu. Dintre cei trei, rezultă din cercetările istorice că Nicolae Bălcescu a avut cele mai strânse legături cu Ion Negulici, care a dus o activitate publicistică semnificativă. Bălcescu și Negulici au fost membri fondatori ai Asociației Literare a României care a fost o continuare a acțiunilor întreprinse de Societatea Literară. De altfel, Negulici a făcut și portretul lui Bălcescu în jurul anului 1845. 
În anul 1848, legăturile dintre cei doi au devenit și mai strânse, fapt care a determinat numirea lui Negulici în funcția de prefect al județului Prahova de către Guvernul Provizoriu al Țării Românești, se pare că la propunerea lui Bălcescu. Datorită elanului revoluționar, ziarul condus de Bălcescu intitulat Poporul Suveran l-a declarat pe Negulici și pe ploieșteni ca fiind „... printre cei dintâi revoluționari”. Apropierea dintre cei doi a fost semnalată și de Constantin D. Aricescu care i-a nominalizat ca și capi ai revoluției pe Bălcescu și Negulici, dedicându-le poezia Doe barce înnecate. Există de asemenea și mențiuni documentare fără echivoc care certifică legăturile dintre Bălcescu, aflat în exil, și pictorii români din strâinătate.
În domeniul cercetărilor de arhivă, Nicolae Bălcescu a publicat în anul 1847 în Magazinul Istoric pentru Dacia un Buletin despre Portretele Principilor Țării Românești și ai Moldovei. Acest lucru a fost posibil datorită gravurilor pe Bălcescu le-a descoperit la Cabinetul de Stampe al Bibliotecii Naționale de la Paris. Revoluționarul român l-a îndemnat și pe Barbu Iscovescu să facă copii după portretele voievozilor pe care le-a găsit. Asftel, Iscovescu a făcut pe Matei Basarab după gravura lui Marcus Boschinus, Mihai Viteazul după gravura lui Egidius Sadeler, Constantin Șerban și Gheorghe Ștefan după Giovanni Paolo Bianchi și Constantin Mavrocordat după Gilles Edme Petit.

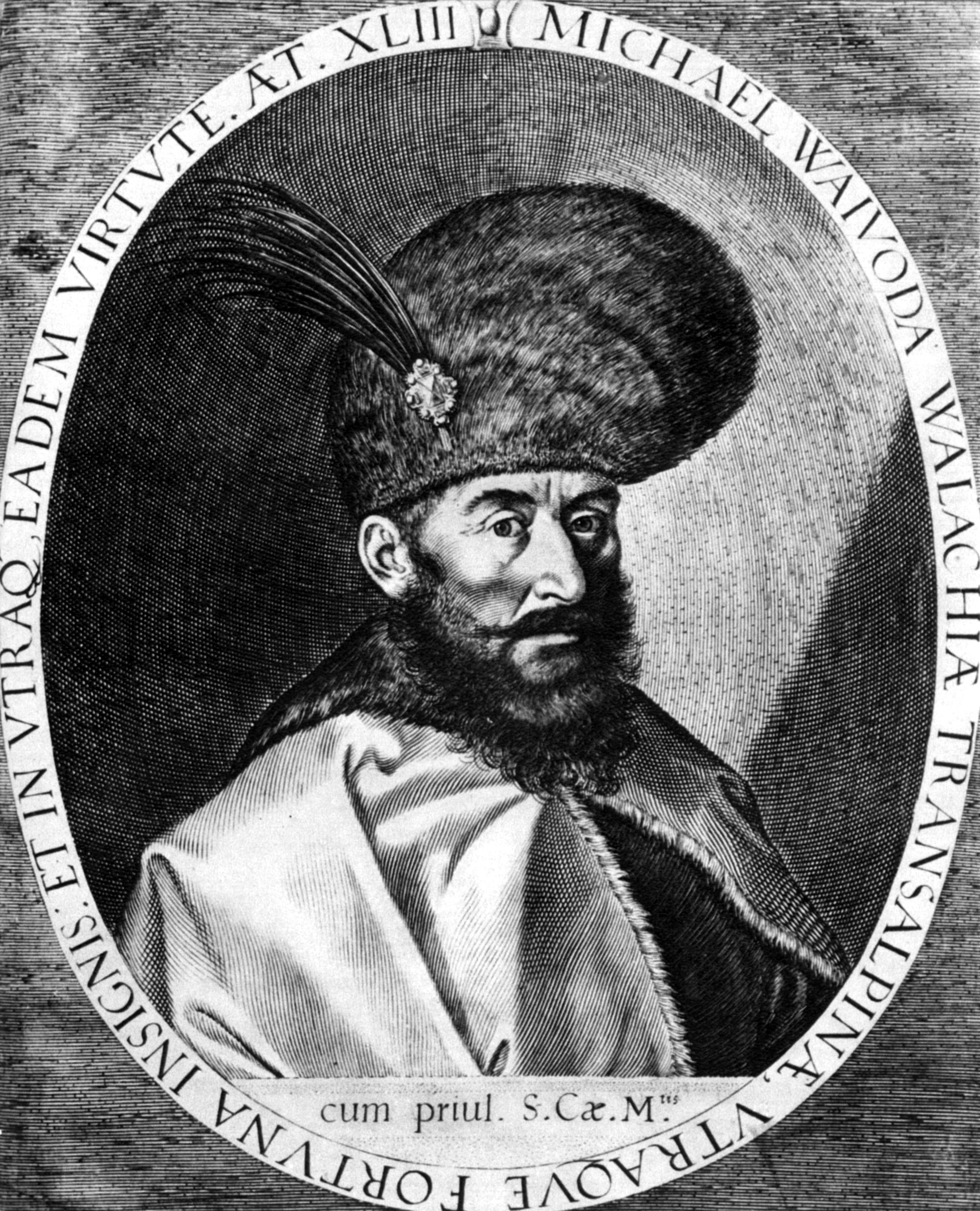
Mihai Viteazul de Egidius Sadeler
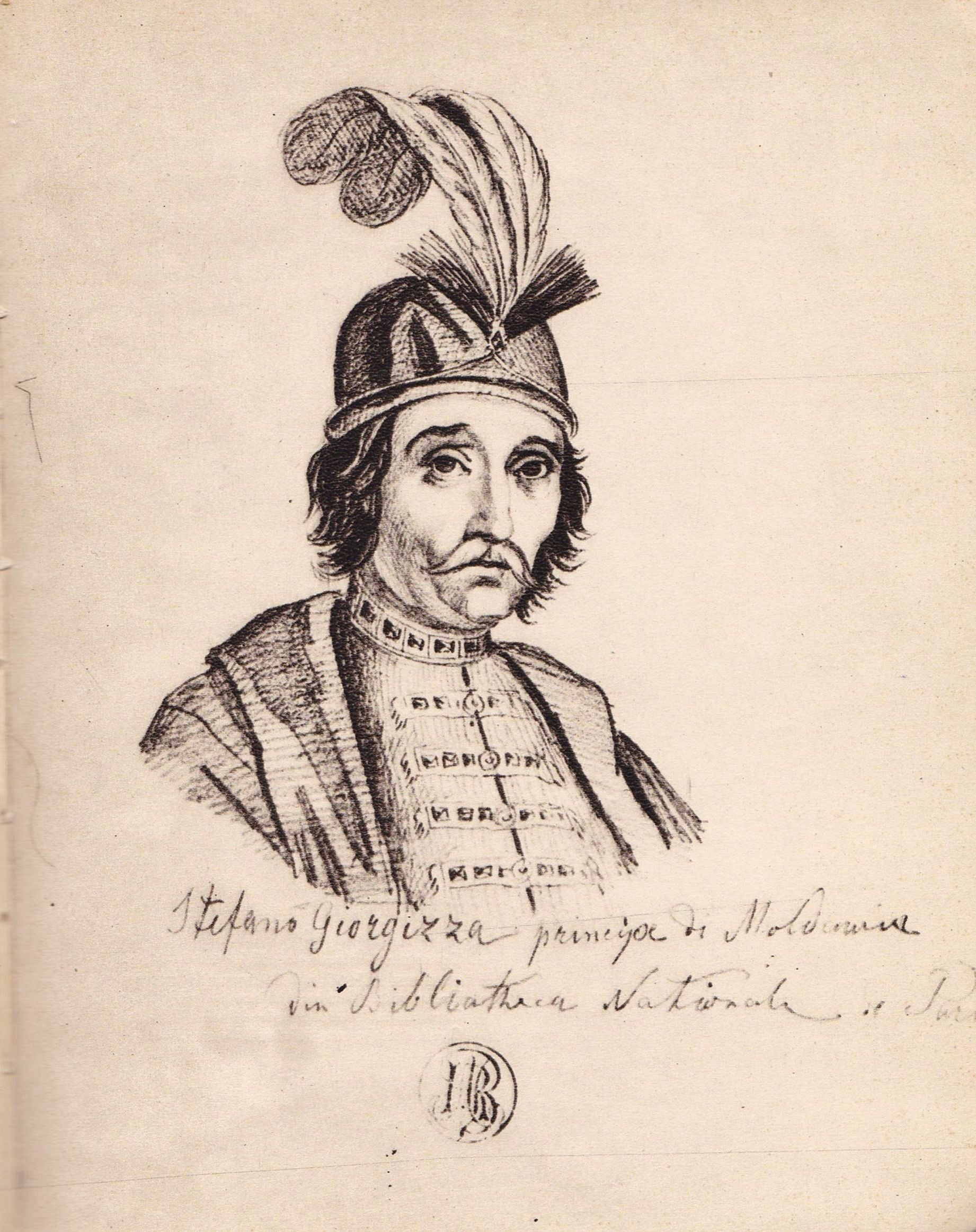
Gheorghe Ștefan de Iscovescu
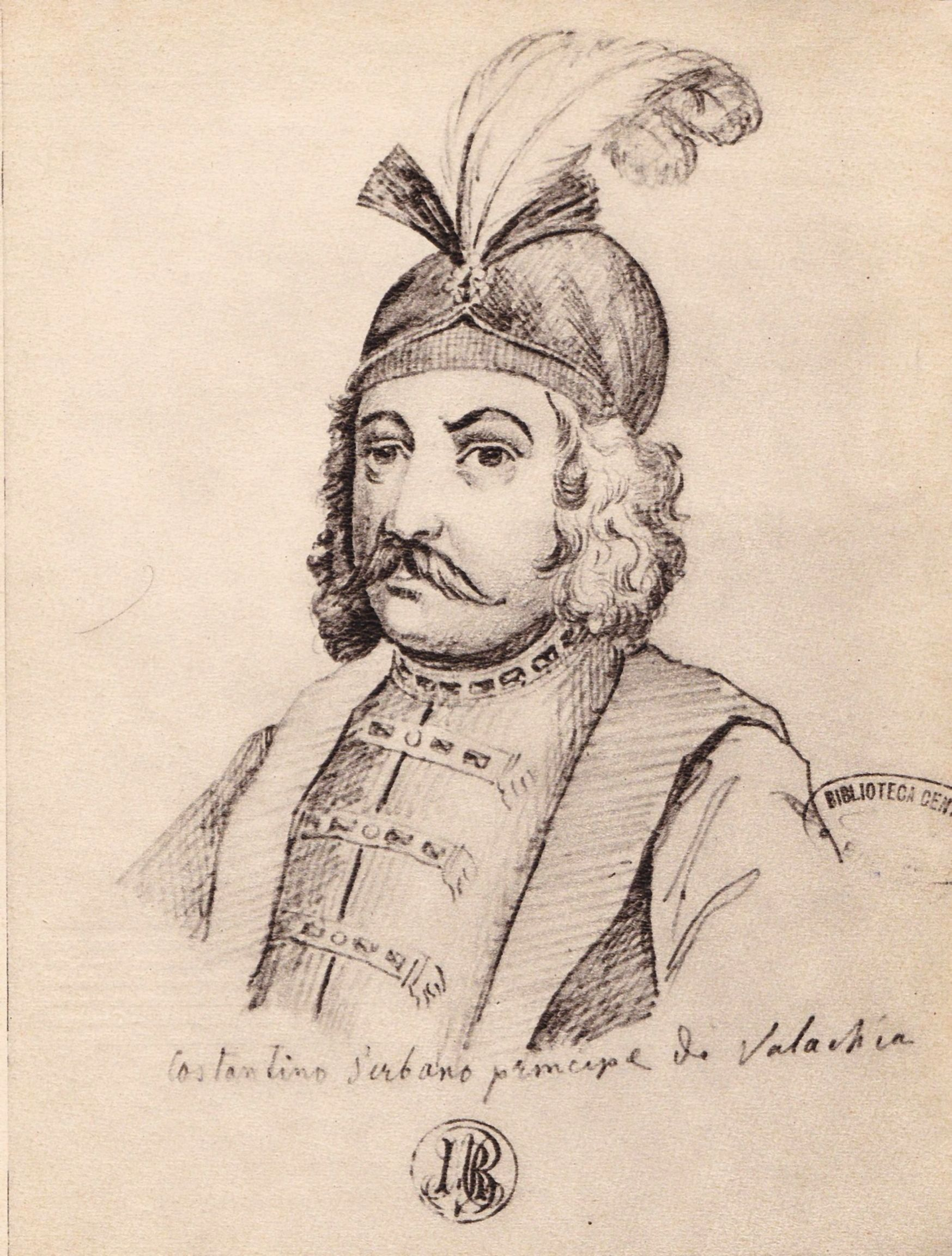
Constantin Șerban de Iscovescu
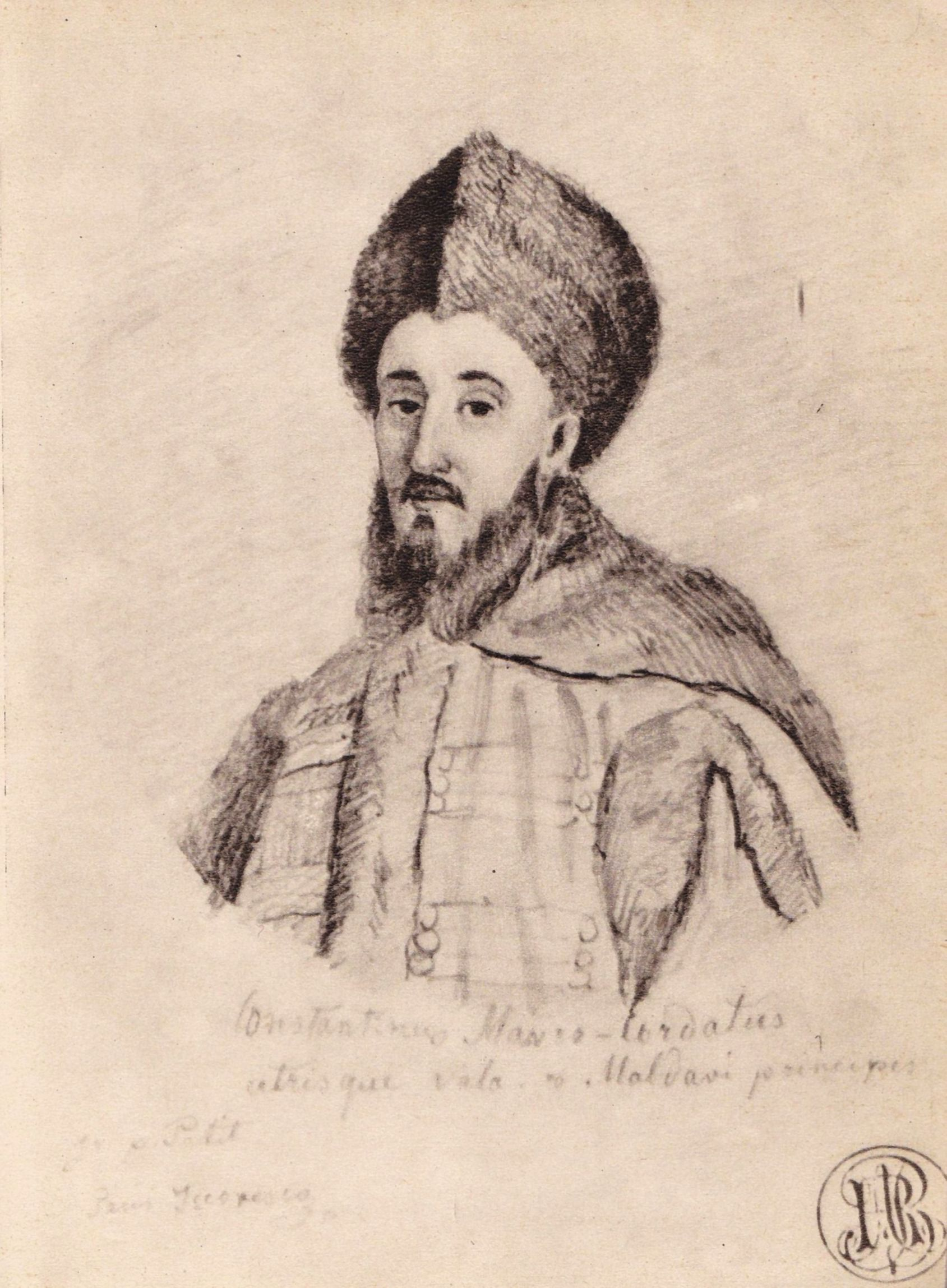
Constantin Mavrocordat de Iscovescu
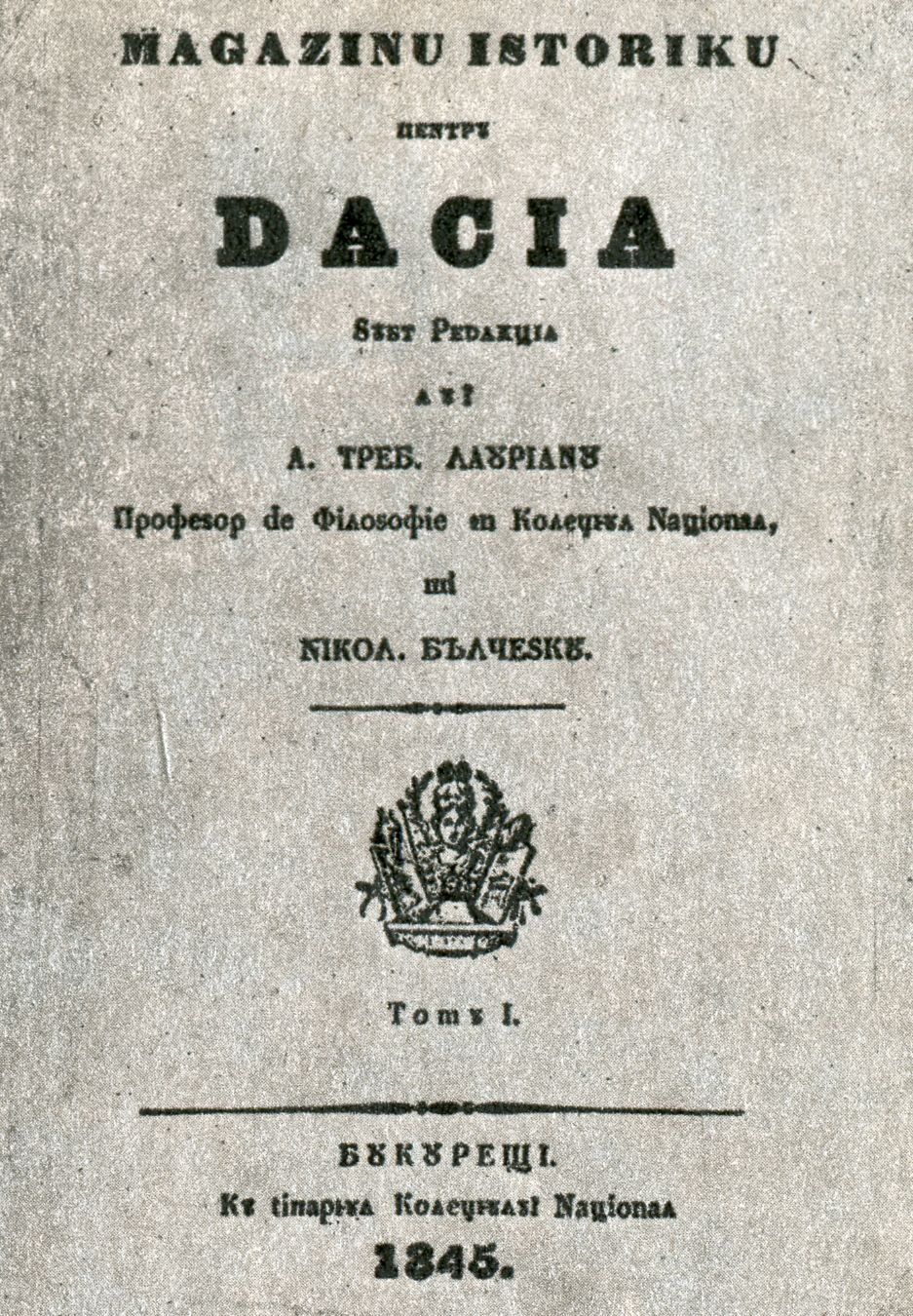
Magazin istoric pentru Dacia (1845)
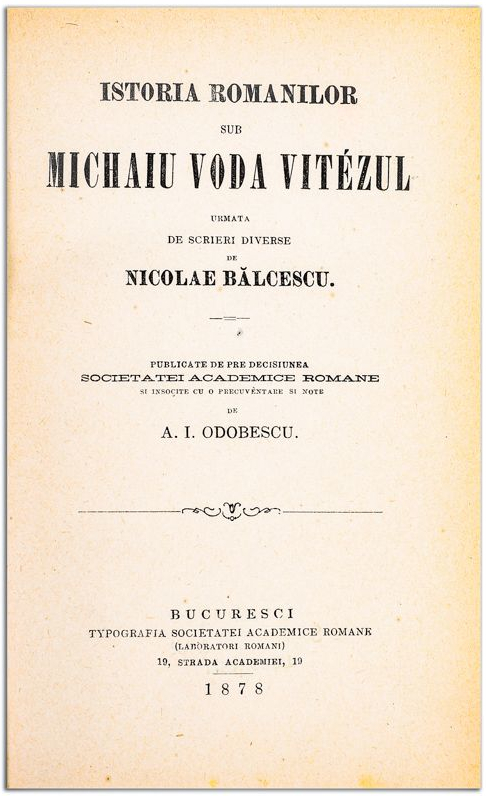
Istoria Românilor sub Mihai Vodă Viteazul, ediția 1878

Toate acestea se păstrează și astăzi la Cabinetul de Stampe al Academiei Române. Cu toate că portretele făcute de Iscovescu nu sunt reușite, ele marchează momentul dezvoltării picturii istorice din România, datorită lui Nicolae Bălcescu, având ca bază certă de documentare izvoarele autentice iconografice. Acestea au înlocuit improvizațiile de natură romantică și portretistica fictivă ce a caracterizat pe artiștii grupați de până atunci în jurul lui Gheorghe Asachi în Moldova, sau pe pictorii munteni Constantin Lecca și Carol Wallenstein de Vella. Ca urmare a apariției studiului lui Bălcescu din Magazinul Istoric, figurile voievozilor au început să fie cunoscute și ele au fost reprezentate în lucrările artistice din ce în ce mai des cu adevăratele lor trăsături. În acest mod, imaginea lui Mihai Viteazul a devenit figura centrală a picturii istorice, ea simbolizând independența față de asuprirea otomană și ideea de unitate națională, izvodul ei avându-și obârșia în gravura lui Sadler pe care a descoperit-o Bălcescu.

### Influențe - Theodor Aman

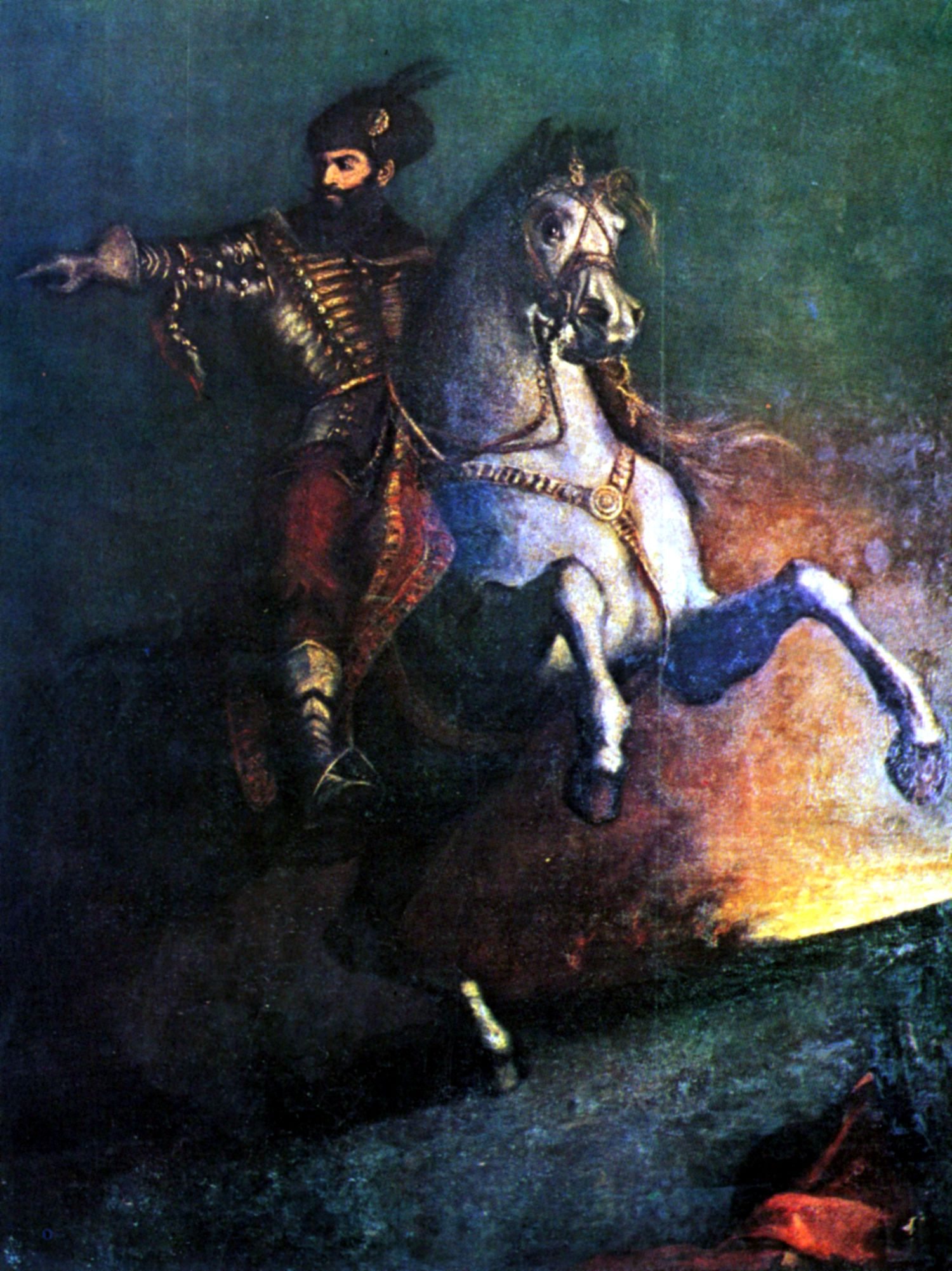
Mihai Viteazul - aflat astăzi la Muzeul Militar din București de Mihail Lapaty

Mihai Viteazul - de Paul Focșeneanu

Imaginea lui Mihai Viteazul a fost popularizată masiv prin litografiile realizate August Strixner și de Mihail Lapaty. Ele au stat ulterior la baza lucrărilor cu tematică istorică. Cele mai reprezentative lucrări care au apărut în acea epocă sunt Portretul ecvestru al lui Mihai Viteazul de Lapaty aflat astăzi la Muzeul Militar din București, bustul sculptat al lui Paul Focșeneanu și compozițiile lui Theodor Aman, care l-a cunoscut pe Barbu Iscovescu la Paris. Dovada prieteniei lor stă în dedicația „... Amicului meu Iscovescu” aflată pe litografia lui Mouilleron după compoziția lui Aman intitulată Cea din urmă noapte a lui Mihai cel Mare. Se pare că influența lui Bălcescu s-a extins și la Aman care a copiat portretul lui Vasile Lupu, de la Biblioteca Națională de la Paris, realizat de Wilhelm Hondius. Acest portret a fost și el citat în buletinul lui Bălcescu în Magazinul Istoric pentru Dacia. Istoricul Ion Frunzetti a precizat că această copie este cu certitudine a lui Aman datorită inscripției autografe, dar și datorită calităților de execuție net superioare față de posibilitățile artistice relevate de Iscovescu în opera sa.
În acele timpuri de efervescență patriotică, Aman s-a documentat asiduu în vederea realizării unor lucrări cu tematică istorică. A făcut astfel, mai multe copii după stampe vechi care înfățișau ostași turci în vestimentația specifică epocii lui Mihai Miteazul și mai multe studii cu detalii de armament. Toate aceste studii și copii se regăsesc astăzi în colecția Academiei Române. Ion Frunzetti a lansat și o ipoteză privind scopul real al producției acestora și anume, ilustrarea operei lui Bălcescu - Istoria Românilor sub Mihai Vodă Viteazul. Opera lui Bălcescu a fost de-a lungul timpului o sursă de inspirație nu numai pentru Theodor Aman care a făcut mari lucrări istorice ca Bătălia de la Călugăreni sau Mihai Viteazul privind capul lui Bathory, ci și pentru George Demetrescu Mirea și a tuturor pictorilor ce au urmat. G. D. Mirea a făcut o lucrare monumentală intitulată Mihai Viteazul cu capul lui Bathory.
Se constată, la nivel istoric, că prin Buletinul publicat de Nicolae Bălcescu în Magazinul Istoric pentru Dacia, s-a transmis generațiilor următoare un mare calup de informații despre principalele momente din istoria poporului român. Ca atare, spiritul de natură științifică care l-a animat pe Bălcescu, felul cum concepea studiul istoriei naționale, a trasat orientarea apropiată de adevăr a lui Aman, cu toate că ce a transcris pictorul a avut o mai mare acuratețe către lupta de eliberare de sub dominația otomană. Ce a rămas de la Aman sunt Bătălia de la Călugăreni, Bătălia de la Stănești, luarea Silistrei în timpul războiului ruso-turc din 1774, Bătălia de la Rusciuc și Sultanul Mehmet trimite lui Mihai ambasadori cu cărți și cu daruri scumpe. Cunoscând toate aceste detalii cu privire la Aman, Ion Frunzetti a afirmat că Nicolae Bălcescu a contribuit decisiv la formarea concepției patriotice, în ce privește istoria națională, care reise din pictura cu tematică istorică a lui Theodor Aman. O dovadă în acest sens sunt transcrierile pe care Aman privind lupta de clasă, un exemplu fiind uciderea celor patruzeci și șapte de boieri de Alexandru Lăpușneanu, care a fost transpusă într-o cunoscută gravură a lui Aman. La fel este și gravura intitulată Moartea Lăpușneanului. Se poate spune însă, că documentarea științifică pe care a făcut-o Aman nu s-a rezumat doar la Magazinul Istoric al lui Bălcescu.

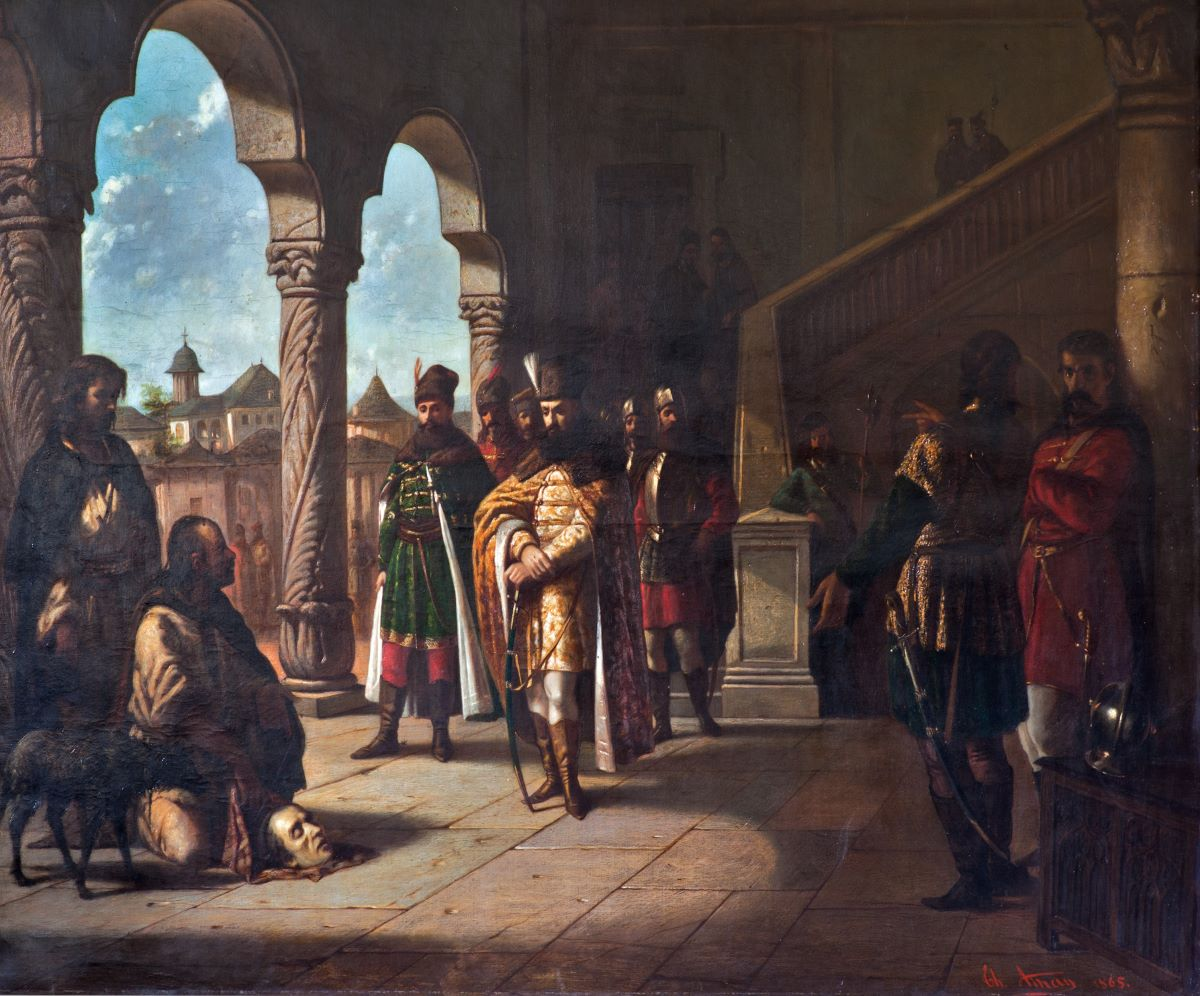
Mihai Viteazul și capul lui Bathory
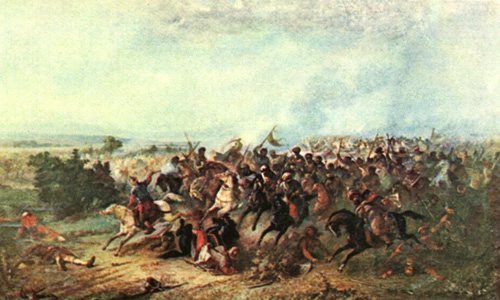
Izgonirea turcilor la Călugăreni
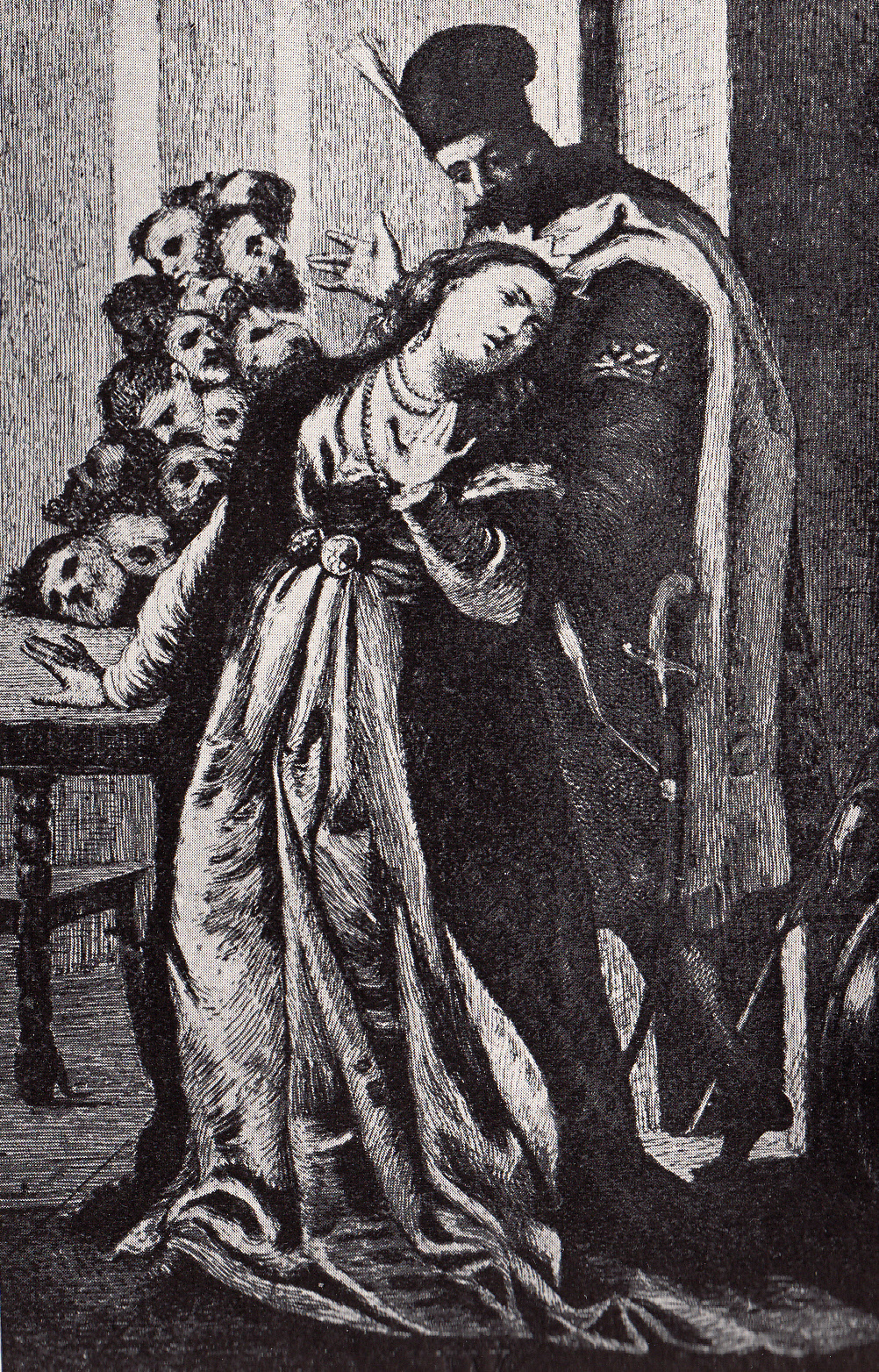
Lăpuşneanu arătând soţiei sale capetele boierilor
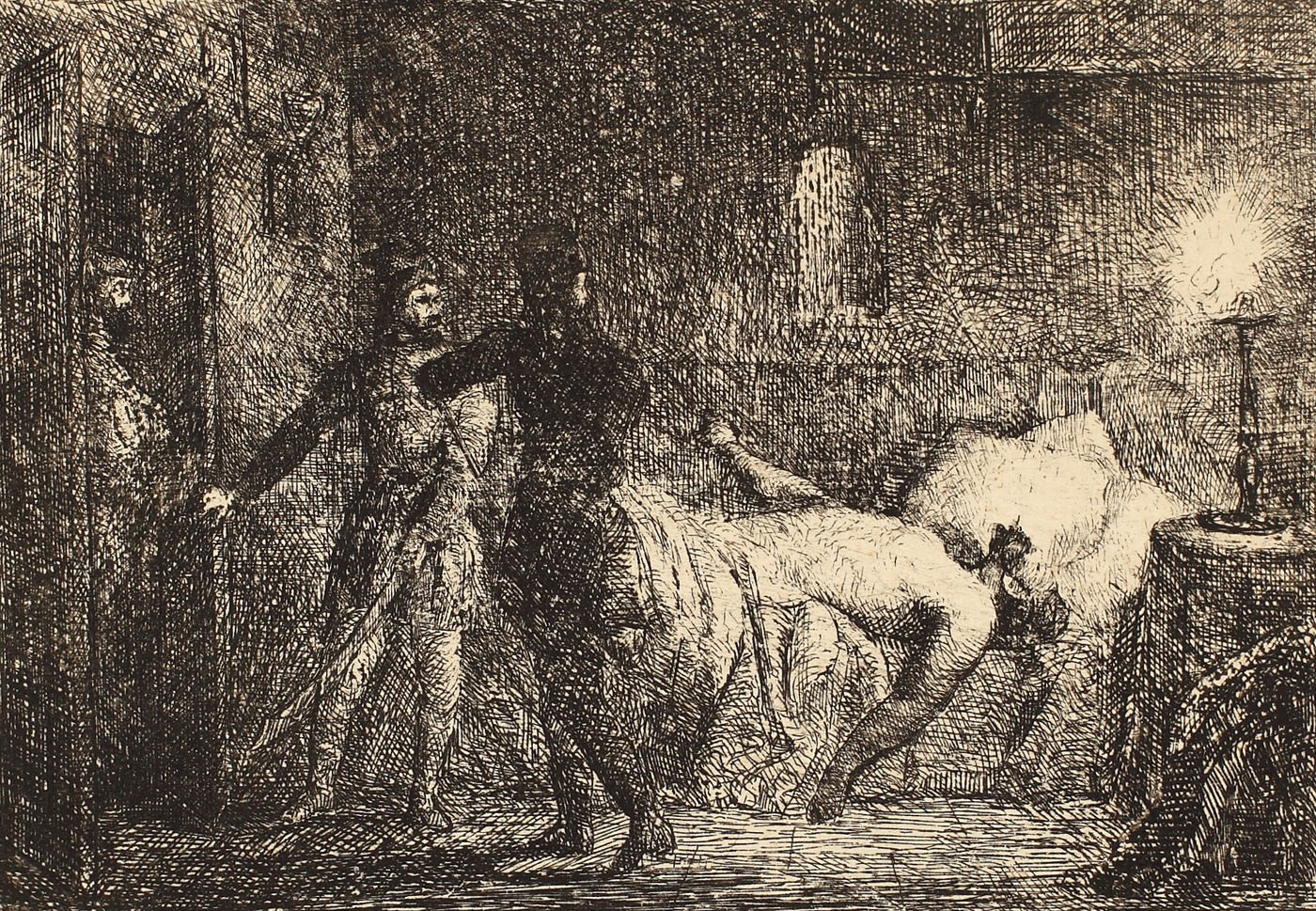
Moartea Lăpușneanului

### Influențe - Gheorghe Tattarescu
Gheorghe Tattarescu a fost un alt pictor care s-a aflat sub influența lui Nicolae Bălcescu. Format artistic la Roma în perioada 1845 - 1851, acesta a întreținut o corespondență foarte strânsă cu Ion Arcescu, un apropiat al lui Bălcescu. Arcescu a fost numit ca prefect al Județului Romanați și a avut un rol în organizarea manifestațiilor de la Islaz. În perioada prerevoluționară, Arcescu a fost la Paris cu Bălcescu și a primit o serie de scrisori de la Tattarescu în care pictorul îl informa despre mersul revoluției italiene. Tattarescu era la rândul său informat de Arcescu despre prietenii comuni fără ca Bălcescu să nu fie nominalizat. Pictorul român a căutat și cărți rare care îl interesau pe marele revoluționar, așa cum reiese din scrisoarea adresată lui Arcescu din 1 ianuarie 1848 „... Salută pe Bălcescu și-i spune că ieri m-am întâlnit cu polonezul ce-l cunoașteți, care-mi spune c-a găsit o carte prea mult atingătoare și interesantă istoriei țării noastre, scrisă și în latin, care se și poate cumpăra cu preț de 12 franci. Aș vrea și ocazia a v-o trimite prin curier franțuez fără să vă costisească...”

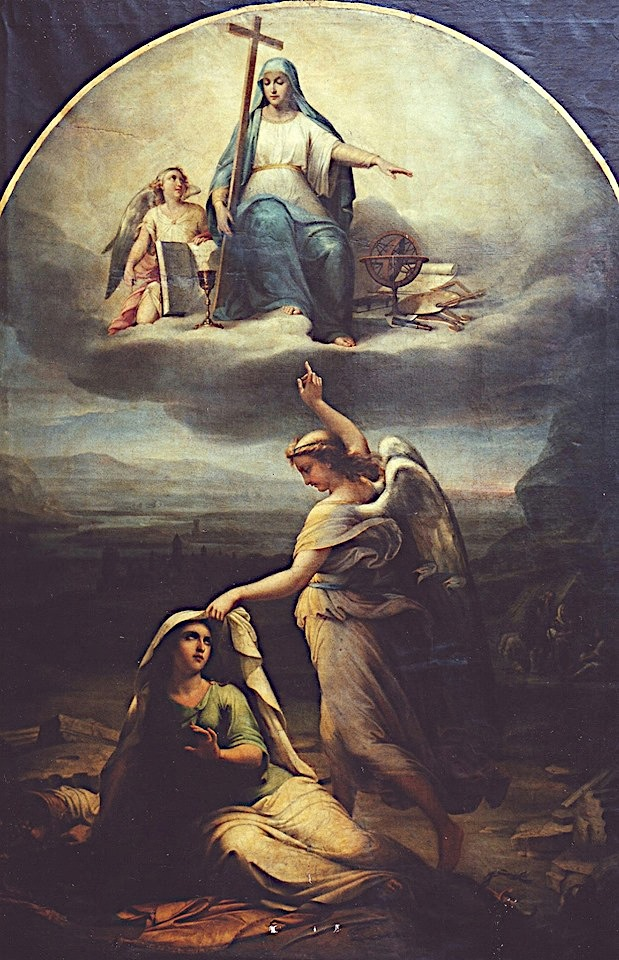
Renașterea României

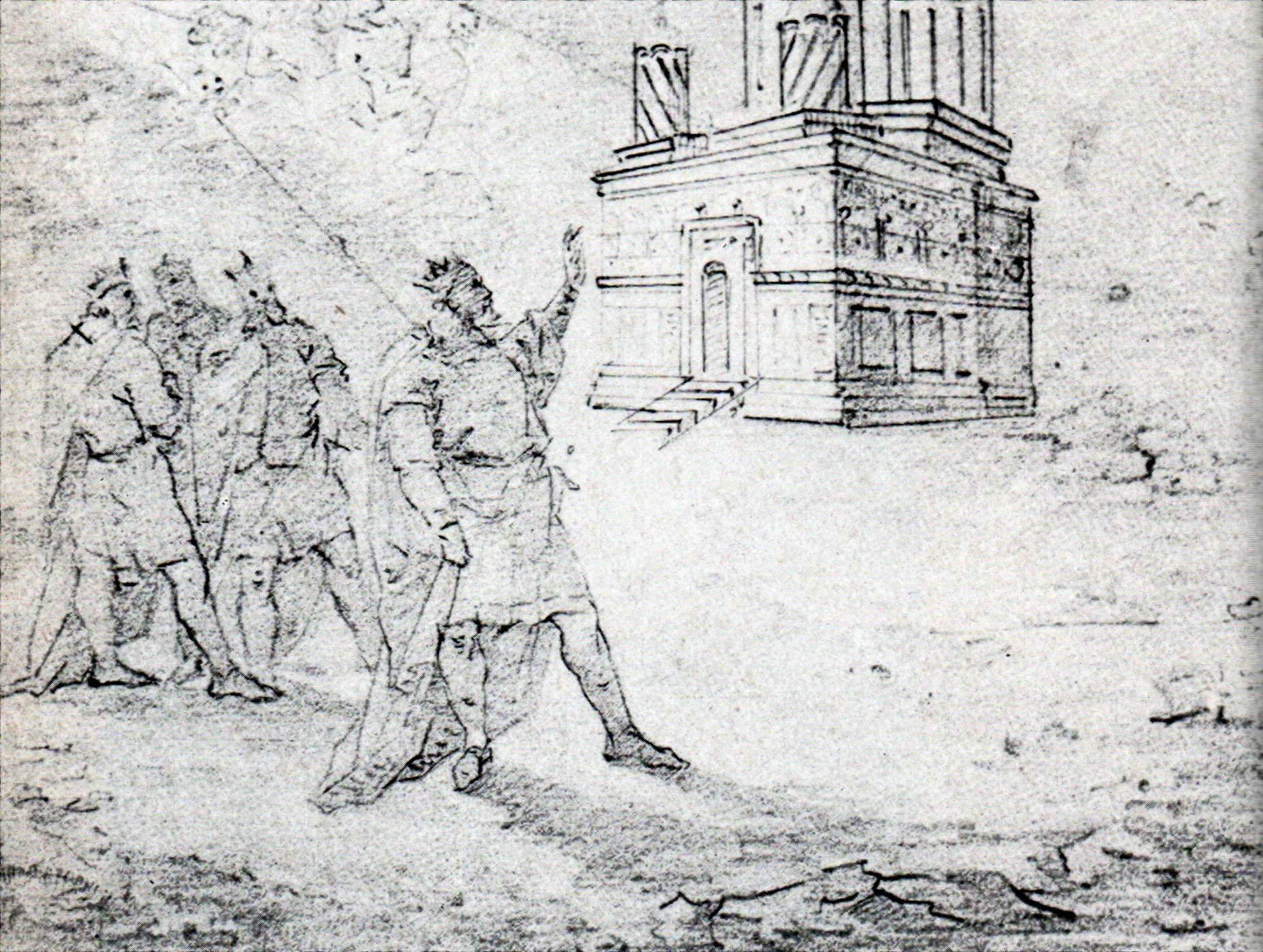
Neagoe Basarab în fața Mănăstirii Curtea de Argeș
România plângând la sarcofagul Libertății

După câteva luni Tattarescu a trimis o carte pe care a cerut-o Bălcescu însoțită de o scrisoare în care a spus că „... Iubite, iată cartea de care mi-ai zis. Am găsit-o la Biblioteca de care mi-ai zis. Am găsit-o la Biblioteca ce mi-ai zis dela propagandă...” Era vorba de Propaganda Fide și titlul cărții, Spicikighion romanum, a fost scris greșit de Tattarescu, el fiind Roma typis Collegi Urbani, MDCCXXXIX, vol X, prețul de 21 scude romane. În ziua de 30 mai 1848 într-o altă scrisoare, pictorul a transmis un salut entuziasmant lui Nicolae Bălcescu asigurându-l de atașamentul său la idealurile revoluției române, spunându-i că vrea să ajute țara prin realizarea unui tablou alegoric de glorificare a Revoluției de la 1848. Așa a luat ființă proiectul pentru realizarea monumentalei compoziții intitulată Renașterea României, care a fost expus la Roma și a avut parte de critica de artă a cronicarilor vremii.
În timpul Revoluției din Țara Românească, Tattarescu a urmărit, de la Roma, desfășurarea evenimentelor din țară, lucru dovedit de colecția Foii Ofițiale a guvernului revoluționar, care s-a păstrat până astăzi la Muzeul Gheorghe Tattarescu. După eșecul înregistrat de revoluția din Principatele Dunărene, pictorul a reluat corespondența cu conducătorii revoluționari care se aflau în exil la Constantinopol și Paris, precum și cu cei de la București.
În anul 1851, Gheorghe Tattarescu s-a deplasat la Paris și s-a întâlnit cu Nicolae Bălcescu și a realizat celebrul portret al acestuia, care se află astăzi la Muzeul Național de Artă al României. În luna decembrie 1851, artistul s-a întors la București și a adus familiei lui Bălcescu o serie de scrisori. Tattarescu a continuat să frecventeze familia revoluționarului român și ca urmare s-a înrudit cu aceasta prin căsătoria sa cu Maria Ioanid, fiica meldenicerului Ioanid, care era rudă cu Bălceștii.
Ca o concluzie a celor expuse mai sus, Ion Frunzetti a considerat că Tattarescu nu se putea să nu fie influențat de scrierile istorice ale lui Bălcescu, deoarece acesta a încercat să realizeze și lucrări cu tematică istorică, așa cum sunt cele două variante ale eliberării României la 1848, cele două variante ale României plângând la sarcofagul libertății după revoluția de la 1848, Neagoe Basarab în fața Mănăstirii Argeș, Mircea cel Bătrân la 1386 și Lupta dintre Preda Buzescu și Hanul Tătar.

## Portretul lui Nicolae Bălcescu în pictura românească
După cum se știe, relația dintre Nicolae Bălcescu și artiștii români nu a constat numai prin îndrumări de natură tematică sau ideologică, ci a fost generatoare de ambiții pentru realizarea portretului marelui revoluționar. Astfel, au rămas câteva portrete foarte importante pentru istoria vieții politice și culturale a secolului al XIX-lea și pentru istoria picturii din România. Unele din ele pot fi datate și pot fi considerate cu certitudine că îl înfățișează pe Bălcescu și altele care sunt îndoielnice.
Analizând portretele care au rămas din acea epocă după vârsta pe care o relevă personajul înfățișat, cel mai tânăr Bălcescu este cel realizat de Gheorghe Tattarescu în ulei pe pânză, cel care este astăzi la Muzeul Național de Artă al României. În comentariile critice ale lui Ion Frunzetti se precizează că tabloul fiind realizat în 1851 la Paris, arată un Nicolae Bălcescu mult mai tânăr decât ar fi fost în realitate, cu toate că atribuirea care a fost promovată de urmașii revoluționarului poate fi verosimilă. Îndoiala lui Frunzetti vine și din faptul că figura înfățișată de Tattarescu pare că reprezintă un adolescent ce nu are încă trăsăturile fizice și sufletești bine conturate. Prin contrast se poziționează un portret desenat făcut de Tattarescu în anii 1846-1847, aflat la Muzeul Gheorghe Tattarescu, care arată un bărbat energic, cu o figură prelungă în profil, care se aseamănă cu imaginea reprezentată de Ion Negulici în anul 1845, pânza lui Negulici se află și ea la Muzeul Național de Artă. Chipul lui Negulici, ca și desenul în creion al lui Tattarescu, arată un luptător dublat de un gânditor, un om plin de idei și capabil de acțiune, care cunoaște greutățile vieții și revoluționar fiind, promotor al progresului, este capabil să lupte și să le înfrunte.

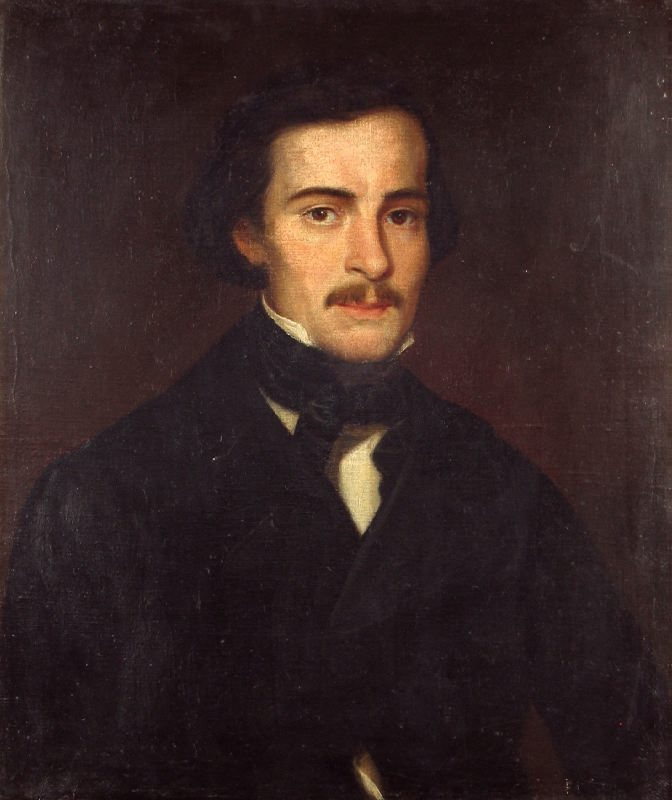
Constantin Rosenthal - N. Bălcescu de la Muzeul de Artă din Brașov
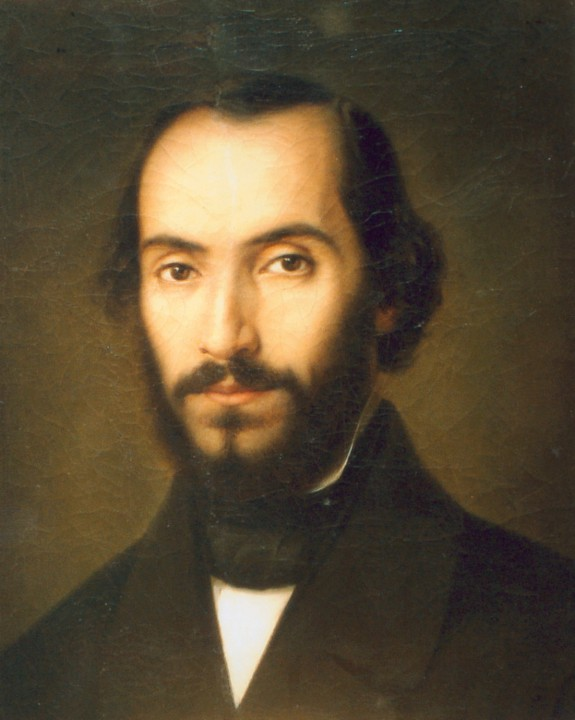
Gheorghe Tattarescu - Nicolae Bălcescu (1851) de la (MNAR)
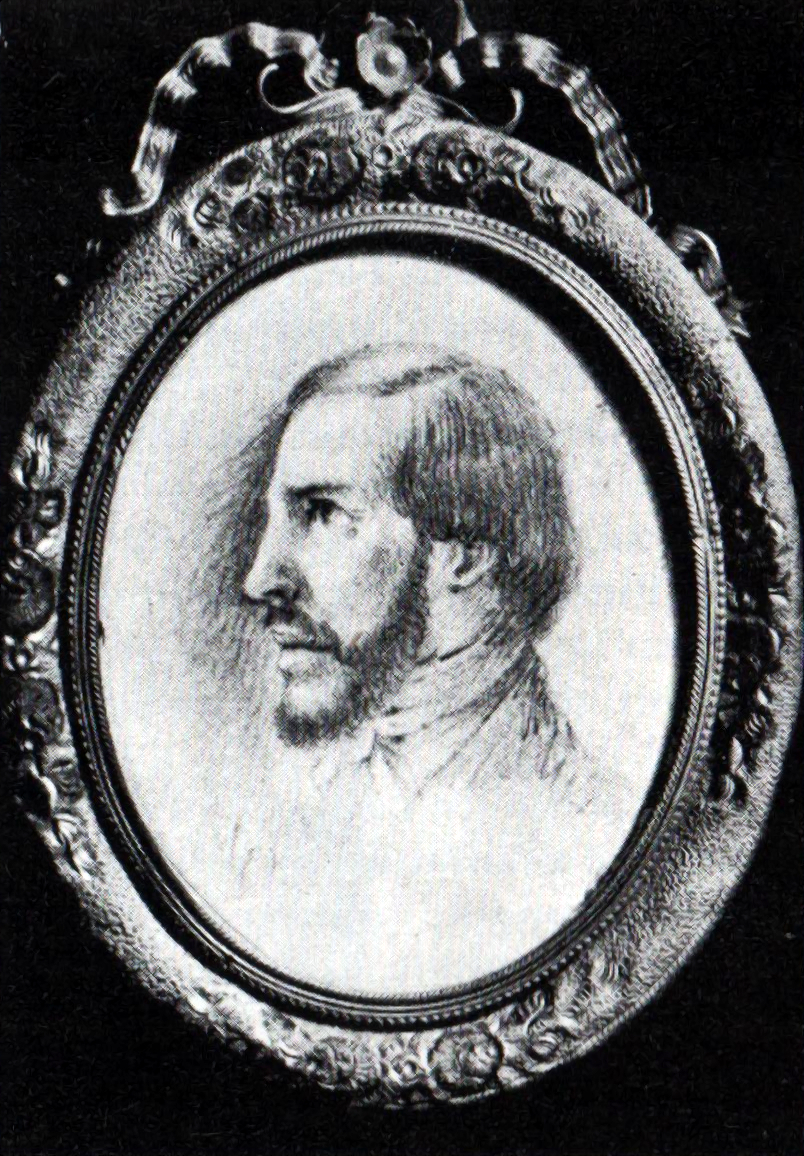
Gheorghe Tattarescu - Nicolae Bălcescu (1846-1847) de la Muzeul Gheorghe Tattarescu
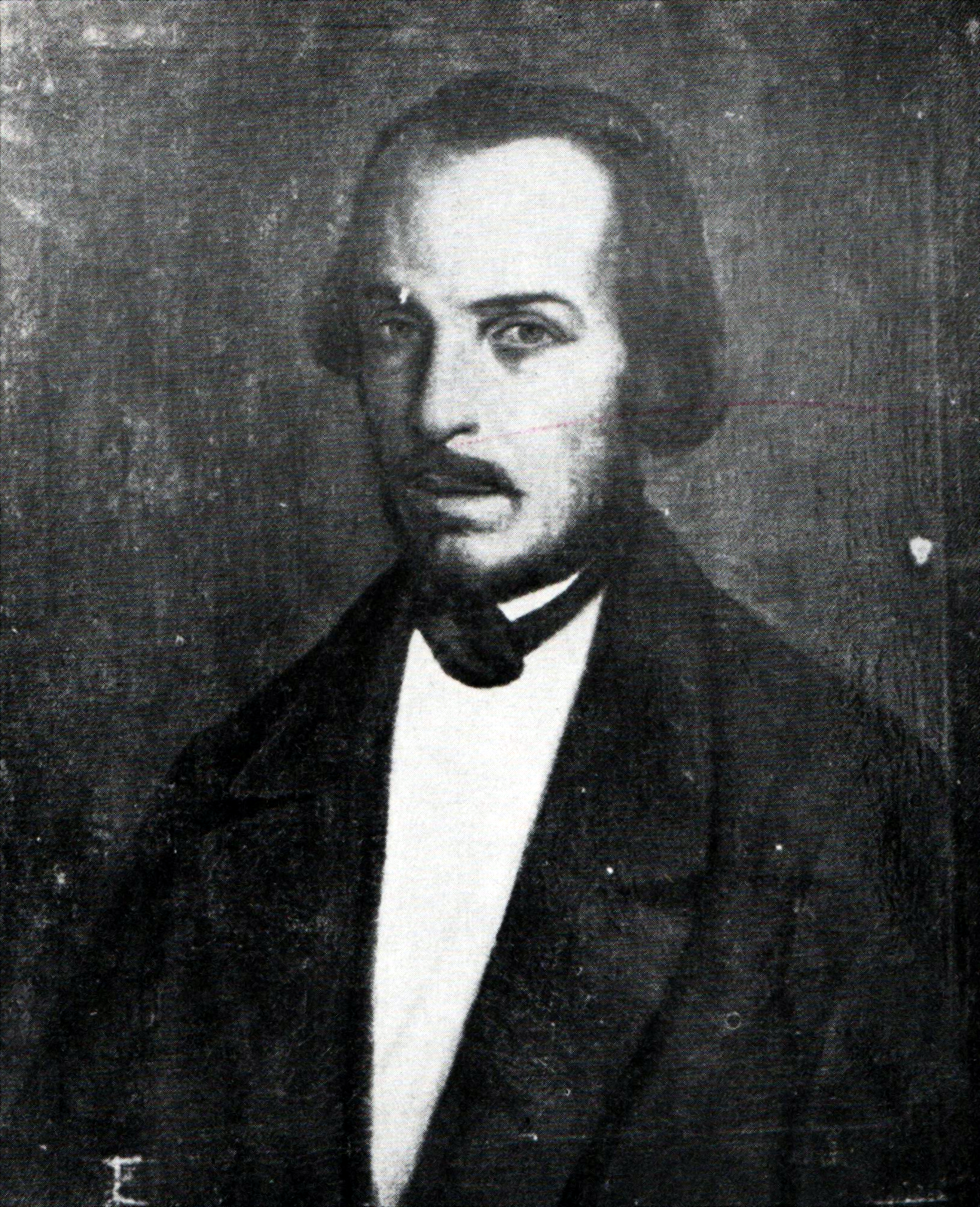
Ion Negulici - Nicolae Bălcescu (1845) de la (MNAR)

Un alt portret este cel al lui Constantin Rosenthal pe care Ion Frunzetti l-a publicat în anul 1951 cu specificația N. Bălcescu. Istoricul de artă a considerat că acest portret aflat la Muzeul de Artă din Brașov nu l-ar reprezenta pe Nicolae Bălcescu, ci pe fratele acestuia - N. Bălcescu. Muzeul din Brașov utilizează pentru acest portret titulatura Portretul lui Nicolae Bălcescu. De asemenea, Frunzetti a menționat că personajul are o înfățișare mai ștearsă, mai molatecă și mai feminină decât imaginea bine construită, unghiulară ce degajă o energie reținută mai sus comentată.
Pe baza unor informații că și Theodor Aman ar fi pictat un portret lui Nicolae Bălcescu, s-a identificat de către istoricii și criticii de artă un tablou care i-a fost atribuit lui Aman. Factura realizării este însă inferioară față de posibilitățile de exprimare ale lui Aman și de aceea Frunzetti nu a considerat că atribuirea ar fi fost corectă. Tot Frunzetti a opinat că portretul ar putea fi atribuit mai degrabă lui Rosenthal, a cărui pictură se apropie de o astfel de realizare, tabloul putând fi făcut cam în aceeași perioadă cu portretul făcut de Negulici (1845).
S-au mai făcut interpretări în secolul al XIX-lea după imagini mai vechi. Așa a fost litografia lui August Strixner, revoluționar și el la 1848, realizată la atelierul lui G. Woneberg și care a fost publicată de Alexandru Odobescu în Revista Română din anul 1861 ca ilustrație la volumul lui Nicolae Bălcescu Istoria Românilor sub Mihai Vodă Viteazul. Litografia a fost făcută după un desen de Ion Negulici, așa cum a menționat colecționarul N. Ionescu, cel care a donat litografia Academiei Române. Imaginea înfățișează o persoană plină de frământări interioare, mai patetică, mai preocupată de febra acțiunii și mai măcinată de suferințe. Frunzetti a opinat că lucrarea ar fi fost realizată în anul 1848. Însă, figura revoluționarului Nicolae Bălcescu care a devenit clasică, este cea pictată în anul 1851 de Gheorghe Tattarescu.

## Portretul realizat de Gheorghe Tattarescu

### Realizarea lucrării
Ajuns la Paris, Gheorghe Tattarescu a cutreierat sălile de expoziții aflate la Luvru, Luxembourg și Versailles, a vizitat băile de la Trouville unde l-a căutat pe Nicolae Kretzulescu care era prezent în suita soției domnitorului Știrbei. De asemenea, l-a vizitat, în primele zile ale lunii august 1851, pe Nicolae Bălcescu care trăia într-o locuință modestă din Paris. Aici i-a realizat portretul în condițiile în care Bălcescu, bolnav fiind, lua parte la întrunirile revoluționarilor parizieni din clubul Comitetului rezistenței, numit Nemesis, iar Louis Napoleon, președintele republicii, viitorul Napoleon al III-lea, se pregătea să preia tronul unui nou imperiu al Bonaparților.
Artistul a făcut trei variante aproape identice pentru portretul lui Nicolae Bălcescu, ele deosebindu-se în principal datorită diferențelor de dimensiuni. Pe cel mai mic l-a donat familiei lui Nicolae Bălcescu, el fiind păstrat de urmașii marelui revoluționar la conacul din Bălcești. Astăzi, portretul cel mic este expus la Muzeul Gheorghe Tattarescu din București. Al doilea tablou a fost trimis la Moscova cu Tezaurul României în anul 1916, de unde s-a reîntors ulterior în țară. Tabloul cel mai mare, care se află astăzi la Muzeul Național de Artă al României, a fost păstrat de Gheorghe Tattarescu în casa sa timp de patruzeci de ani. În anul 1892, pictorul a donat portretul Academiei Române din București. Cu această ocazie, Bogdan Petriceicu Hașdeu a menționat:
„... Academia a primit cu cea mai vie plăcere portretul marelui nostru scriitor N. Bălcescu, portret pe care l-ați făcut Dvoastră în 1851 după natură și pe care acum binevoiți a-l dărui Academiei. El va fi păstrat cu o pioasă îngrijire pentru memoria marelui nostru scriitor răpit națiunei chiar la începutul activității sale...”

### Comentarii critice
Portretul lui Nicolae Bălcescu, cu cele două copii ale sale, îl înfățișează într-unul din cele mai grele momente ale vieții, atunci când a înregistrat eșecuri pe lângă politicienii din Europa de a lua atitudine în favoarea României. Era momentul în care văzând insuccesul mișcării revoluționare din Transilvania, moartea lui Constantin Rosenthal, certurile dintre emigranți și disensiunile interne, fiind bolnav și exilat la Paris, a vrut să se retragă în sudul Italiei la Palermo, sperând la o refacere a forțelor și însănătoșire.
„... În nobila seninătate a chipului lui Bălcescu, Tattarescu a știut să descifreze umbra de melancolie care îi întuneca fața spiritualizat, zbuciumul și neodihna veșnic reînnoită a unei conștiințe care nu se poate împăca cu ideea înfrângerii și cu resemnarea. Executat cu dragoste și admirație pentru omul excepțional care-i poza, acest portret, care reprezintă o culme în creația lui Tattarescu, este totodată și una din operele cele mai de preț ale picturii românești. Personalitatea uriașă a lui Bălcescu, al cărui rol în orientarea artei românești a fost determinant pentru o întreagă epocă, a prilejuit în același timp artiștilor plastici care s-au încumetat să-i redea în linii și culori bogăția sufletească, un spor de expresivitate și măiestrie artistică, ridicând portretistica românească pe o treaptă superioară.”
----- Ion Frunzetti: Arta românească în secolul al XIX-lea, Editura Meridiane, București, 1991, pag. 58

## In  memoriam
- 2019 -- cu prilejul Expoziției Nicolae Bălcescu - 200 de ani de la naștere de la Muzeul Băncii Naționale a României, organizată de Muzeul Național de Istorie a României și Arhivele Naționale ale României, deschisă în perioada 6 decembrie 2019 - 31 decembrie 2020, a fost expus Portretul lui Nicolae Bălcescu realizat de Gheorghe Tattarescu.[18]

### Filatelie

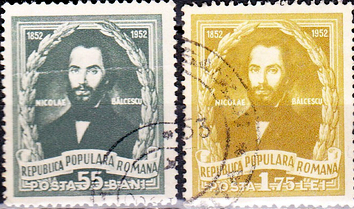
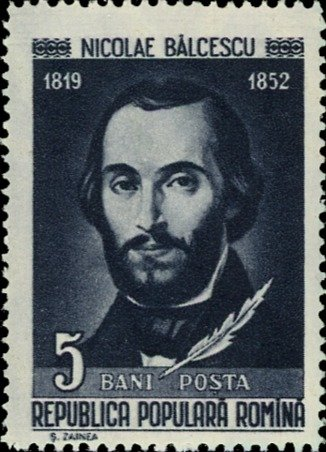
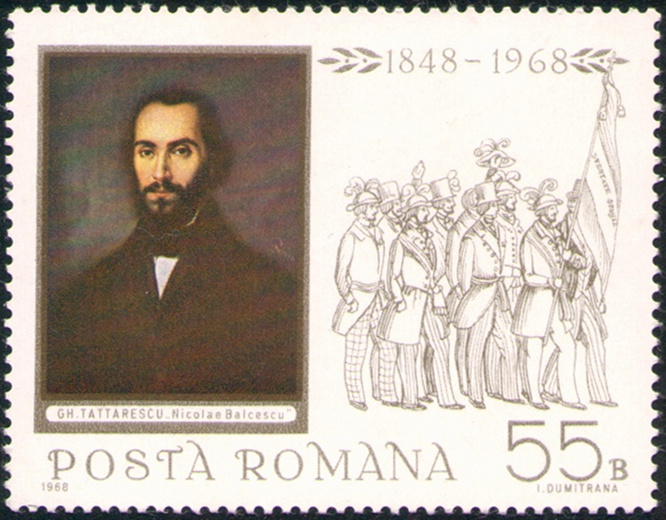

### Numismatică
- 2009 -- în ziua de 30 decembrie Banca Națională a României a pus în circulație o monedă din aur, una din argint și una din tombac cuprat cu ocazia aniversării a 190 de ani de la nașterea revoluționarului român Nicolae Bălcescu.[19] Pe aversul monedei a fost înfățișată stema României și o reproducere a picturii „România Revoluționară” realizată de Constantin Daniel Rosenthal. Pe revers este portretul lui Nicolae Bălcescu după cunoscuta pictură a lui Gheorghe Tattarescu. În planul îndepărtat este o reprezentare a grupului de pașoptiști din lucrarea lui Costache Petrescu. Semicircular sunt scrise cuvintele, sus „DREPTATE FRĂȚIE UNITATE” și jos, „NICOLAE BALCESCU”.[19]

### Bancnote

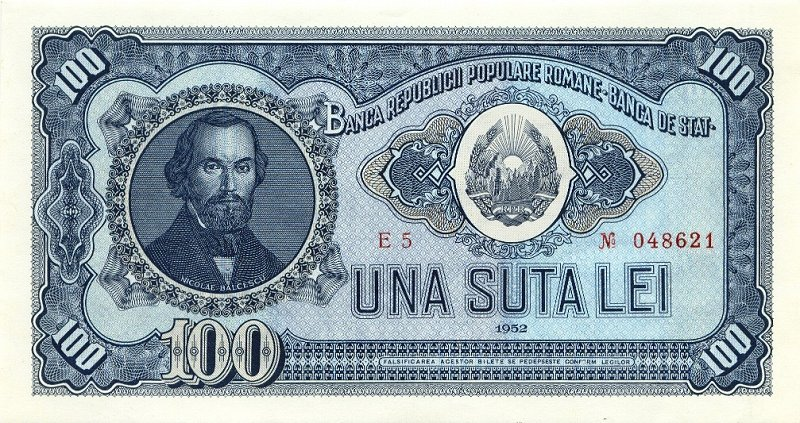
Bancnotă emisă în anul 1952
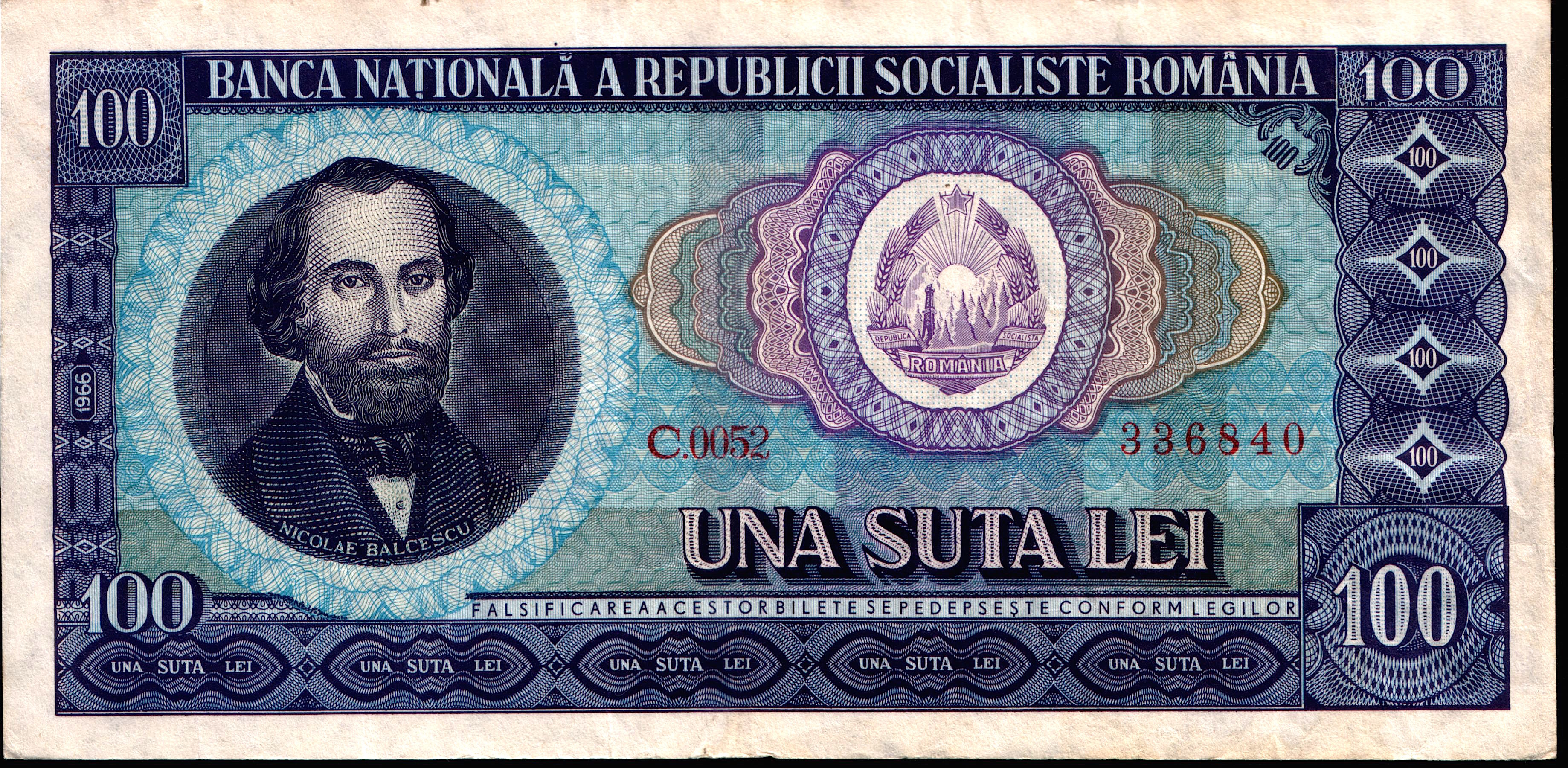
Bancnotă emisă în anul 1966